# 中國醫學科學院腫瘤醫院深圳醫院
中國醫學科學院腫瘤醫院深圳醫院（英語：Cancer Hospital Chinese Academy of Medical Sciences, Shenzhen Center）位於深圳龙岗区宝荷路113号，成立於2017年3月18日，是深圳市政府投资建设的公立医院，引进中国医学科学院肿瘤医院合作运营。

## 发展历史
- 2016年11月30日，合作项目获得国家卫生计生委批准。

- 2017年3月18日，深圳市公立医院管理中心与中国医学科学院肿瘤医院正式签署合作协议。

## 医院简介
中国医学科学院肿瘤医院深圳医院是中国医学科学院肿瘤医院與深圳市人民政府合作开办的公立三级肿瘤专科医院。医院位于龙岗区宝荷路113号，共占地面积13.64万平方米，现有员工1280人，床位880张。2025年，医院改扩建二期工程及深圳市质子肿瘤治疗中心將建成投入使用，到時候医院编制床位数将达到2300张。

## 服务范围
| 临床科室： - 头颈外科 - 神经外科 - 胸外科 - 乳腺外科 - 肝胆外科 - 胃肠外科 - 泌尿外科 - 综合科 - 中医科 - 介入治疗科 - 肿瘤内科 - 妇科 - 麻醉科 - 重症医学科 - 乳腺内科 |